# Laurent Chabot
Pour les articles homonymes, voir Chabot.
Vous pouvez aider à l'améliorer ou bien discuter des problèmes sur sa page de discussion.
- Il ne cite pas suffisamment ses sources. Vous pouvez indiquer les passages à sourcer avec {{référence nécessaire}} ou {{Référence souhaitée}}, et inclure les références utiles en les liant aux notes de bas de page. (Marqué depuis avril 2025)
- Il ne s’appuie pas, ou pas assez, sur des sources secondaires ou tertiaires. (Marqué depuis avril 2025)
- Son texte doit être wikifié : il ne correspond pas à la mise en forme Wikipédia (style, typographie, liens internes, liens entre les wikis, etc.). (Marqué depuis avril 2025)

- Archive Wikiwix
- Bing
- Cairn
- DuckDuckGo
- E. Universalis
- Gallica
- Google
- G. Books
- G. News
- G. Scholar
- Persée
- Qwant
- (zh) Baidu
- (ru) Yandex
- (wd) trouver des œuvres sur Wikidata

Laurent Chabot, né en 1969 à Toulon, est un enseignant-auteur d'origine provençale habitant en Corse.

## Biographie
Laurent Chabot est un enseignant de Lettres Classiques, en activité au collège Fesch à Ajaccio depuis 2007. Professeur de français et de latin depuis 35 ans, il essaie de communiquer à ses élèves sa passion pour l'écriture et  l'antiquité. Il est venu s’installer en Corse il y a plus de 30 ans, sans imaginer que cette île si proche de sa Provence natale allait lui réserver autant de surprises et de découvertes…
Dès son arrivée, il a été séduit par une espèce de papillon rare, mais aussi par l’infinie variété des paysages et la possibilité de découvertes architecturales insoupçonnées. Depuis, il n'a pas arrêté de sillonner l'île dans tous les sens, de l'explorer dans ses moindres recoins, à pied, en moto ou en canoë...
Laurent Chabot, amateur d'art et d’histoire, a écrit dès 1990 son premier guide de balades pédestres, dans lequel il était déjà question de mêler nature et découverte du patrimoine. Depuis, une quinzaine d’ouvrages ont suivi (publiés chez Edisud, chez Glénat et plus récemment chez Albiana à Ajaccio), dans lesquels l’auteur reste fidèle à ses choix originels, à savoir la randonnée familiale et culturelle : quand on marche en Corse, on ne peut que s'intéresser à son riche patrimoine.
Il a aussi écrit plusieurs ouvrages spécifiquement sur le patrimoine architectural insulaire, en particulier sur les églises romanes et les tours du littoral. Depuis quelques années, ses recherches l'ont conduit à s'intéresser au site antique d'Aleria (une implantation phocéenne, comme la célèbre Massalia). Il a réalisé deux maquettes du site romain (qu'il utilise avec ses élèves latinistes) puis publié chez Albiana un guide pour les visiteurs du site antique et du musée archéologique.

## Œuvres
- Balades en Corse du sud, Edisud, 1990
- Participation au Guide IGN sous la direction de Charles Pujos, Libris, 1995
- 52 balades en famille en Corse, Didier Richard, 1999. Réédition Glénat
- Sentiers de Corse, Edisud, 2000, réédition 2006
- La Corse, chemin faisant, 3 volumes, Edisud, 2002
- Monuments de Corse, Edisud, 2003
- 30 balades en famille en Corse du sud, Glénat, 2005
- 30 balades en famille en Haute-Corse, Glénat, 2005
- Secrets de Corse, Edisud, 2006
- Ptit Crapahut en Corse du sud, Glénat, 2009

- Ptit Crapahut en Haute-Corse, Glénat, 2010
- Tour & Citadelles de Corse, Édisud, 2010
- Les p’tites escapades,(4 volumes : Ajaccio, Bastia, Porto-Vecchio et Calvi), Glénat, 2013
- Aleria le guide, Albiana 2015
- Ptit Crapahut en Haute-Corse, Glénat, réédition 2016
- Ptit Crapahut en Corse du sud, Glénat, réédition 2017